# Wybory parlamentarne w Południowej Afryce w 1910 roku

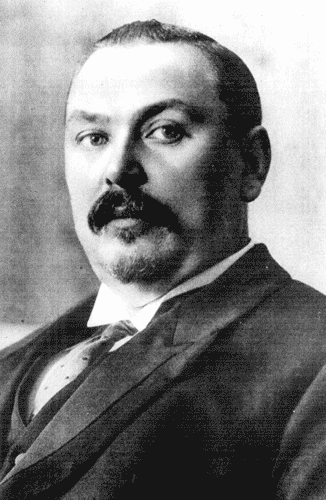
Premier Południowej Afryki Louis Botha umożliwił powstanie Związku Południowej Afryki, co miało wpływ na organizację i charakter wyborów w 1910 roku.

Wybory parlamentarne w Południowej Afryce w 1910 – odbyły się 15 września 1910 roku, zaledwie w niecałe 4 miesiące po ogłoszeniu utworzenia Związku Południowej Afryki (31 maja 1910). Od wszystkich innych wyborów różniły się tym, że partie opozycyjne nie mogły krytykować rządu pozostającego u władzy od zaledwie 4 miesięcy.

## Partie i programy
Do wyborów z 15 września 1910 stanęły trzy partie i wielu kandydatów niezależnych. Partiami ubiegającymi się o władzę były:
- Partia Pracy(inne języki) (Labour Party, LB) – utworzona w styczniu 1910. Obejmująca swym zasięgiem cały ZPA. Reprezentowała białe związki zawodowe.
- Partia Unionistów(inne języki) (Unionist Party, UP) – powstała 24 maja 1910. Stawiała sobie za cel jak najściślejszą unię z imperium brytyjskim.
- Partia Południowoafrykańska (South African Party) – formalnie powstała dopiero w listopadzie 1911 roku. Reprezentowała zwolenników poprzedniego rządu.

## Wynik
Wrześniowe wybory 1910 bezapelacyjnie wygrała Partia Południowoafrykańska, zdobywając 67 na 121 miejsc w parlamencie. Drugie miejsce zajęli unioniści, zdobywając 39 miejsc. Na trzecim miejscu z liczbą mandatów wynoszącą 11 uplasowali się niezależni. Partia Pracy zdobyła tylko 4 miejsca.